# Эйрик II Магнуссон
Эйрик II Магнуссон (др.-сканд. Eiríkr II prestahatari Magnússon, 4 октября 1268 — 15 июля 1299) — конунг Норвежской Державы с 1280 по 1299 год. Прозвище prestahatari переводится по-разному («Гонитель попов», «Гроза церкви», «Ненавистник священников» и т. п.).

## Биография
Старший из доживших до совершеннолетия сыновей Магнуса VI. Матерью Эйрика была Ингеборга, дочь датского короля Эрика IV и Ютты Саксонской, правнучки Альбрехта Медведя (который, в свою очередь, был праправнуком Олава Святого).
В 1281 году Эйрик женился на Маргарет, дочери шотландского короля Александра III. Через два года родилась их дочь, Маргарет Норвежская Дева, при этом сама Маргарет умерла либо при родах, либо сразу после родов. После гибели Александра III Маргарет Норвежская Дева должна была наследовать шотландский трон, но в шестилетнем возрасте умерла по дороге около Оркнейских островов. Вторым браком женат на Изабелле Брюс, сестре короля Шотландии Роберта Брюса. Дочь Ингеборга от этого брака вышла замуж за Вальдемара Магнуссона. Так как у Эйрика не было сыновей, ему наследовал брат, Хакон V Святой. Поскольку сыновей не было и у Хакона, со смертью последнего прервалась династия Инглингов, и Норвегия до 1905 года потеряла независимость.
Правление Эйрика было отмечено конфликтом с церковью, из-за чего он получил прозвище «prestahatari» («гонитель попов»). Общая линия, однако, была характерной для данного этапа истории Норвегии, когда аристократы всеми силами пытались расширить свою собственную власть и уменьшить власть церкви.
Эйрик умер 15 июля 1299 года и был похоронен в старом соборе Бергена, снесённом в 1531 году.